# 武西学園台
武西学園台（むざいがくえんだい）は、千葉県印西市の町丁。現行行政地名は武西学園台一丁目から武西学園台三丁目。郵便番号270-1355。

## 地理
北は白井市桜台、北東は中央北、東は中央南、戸神台、南東は戸神、南は武西、西は白井市武西に隣接している。

## 世帯数と人口
2017年（平成29年）10月31日現在の世帯数と人口は以下の通りである。
| 丁目             | 世帯数  | 人口    |
| ---------------- | ------- | ------- |
| 武西学園台一丁目 | 393世帯 | 1,040人 |
| 武西学園台三丁目 | 193世帯 | 593人   |
| 計               | 586世帯 | 1,633人 |

## 小・中学校の学区
市立小・中学校に通う場合、学区は以下の通りとなる。
| 丁目             | 番地 | 小学校               | 中学校             |
| ---------------- | ---- | -------------------- | ------------------ |
| 武西学園台一丁目 | 全域 | 印西市立小倉台小学校 | 印西市立木刈中学校 |
| 武西学園台三丁目 | 全域 | 印西市立小倉台小学校 | 印西市立木刈中学校 |

## 施設

### 一丁目
- ソフトバンクテコム千葉ビル

### 二丁目
- 東京電機大学千葉ニュータウンキャンパス

## 交通

### 鉄道
地内に鉄道は通っていない。中央南にある北総鉄道北総線の千葉ニュータウン中央駅が利用できる。

### 道路
- 国道
  - 国道464号
- 都道府県道
  - 千葉県道190号千葉ニュータウン南環状線